# スペイン神話
スペイン神話では、スペインに伝わる神話について解説する。スペイン神話には、ガリシア神話、アストゥリアス神話、カンタブリア神話、カスティーリャ神話 (wikidata)、エストレマドゥーラ神話、ルシタニア神話、アラゴン神話、カタルーニャ神話、バスク神話、カナリア諸島先住民の神話（グアンチェ神話）が含まれる。ケルト人、ケルティベリア人、イベリア人、ミレー族、古代カルタゴ人、スエビ族、西ゴート族、スペイン人の神話と宗教や、ローマ神話、ギリシア神話、キリスト教の神話の要素も含まれる。